# South West (Australie-Occidentale)
Pour les articles homonymes, voir South et West.
Ne doit pas être confondu avec Sud-Ouest de l'Australie.

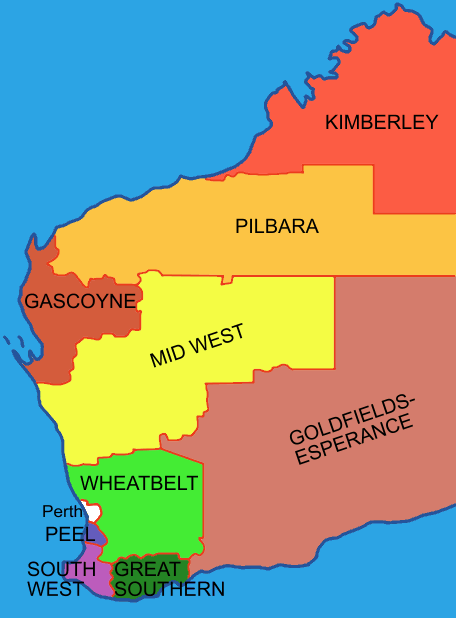
Carte des régions de l'Australie-Occidentale.

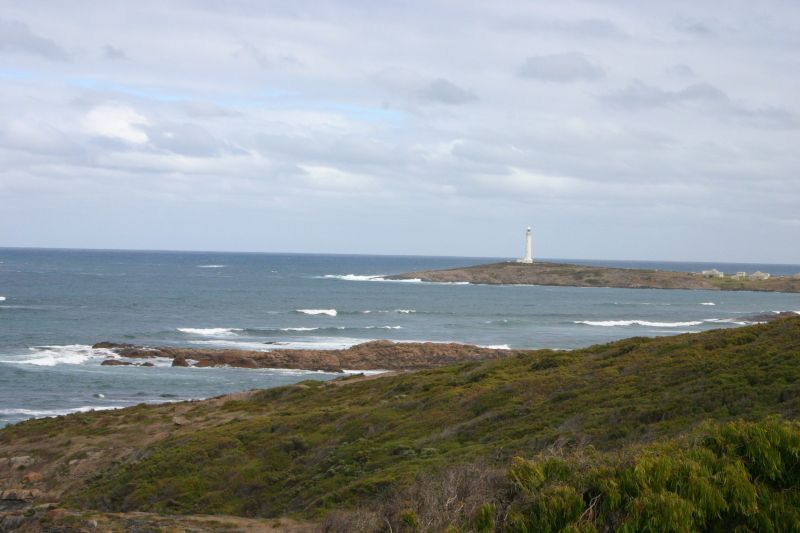
Le cap Leeuwin, extrémité sud-est du continent australien. Au fond le phare.

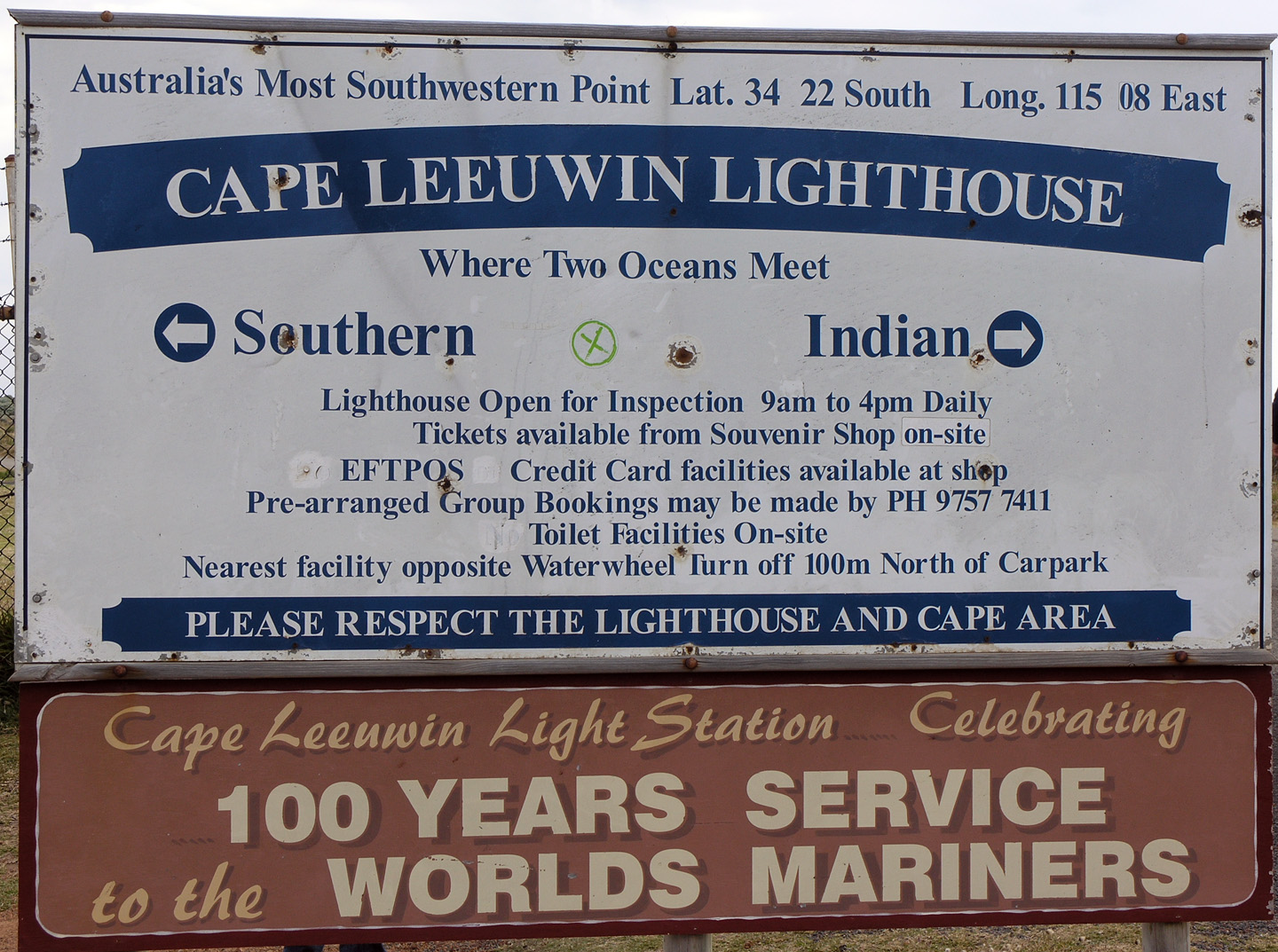
Le panneau de cap Leeuwin indiquant la séparation entre océans Austral et Indien.

La région de South West (« Sud-Ouest ») est l'une des neuf régions d'Australie-Occidentale.
Elle est limitée au nord par les régions de Peel et de Wheatbelt, à l'est par le Great Southern, au sud par l'océan Austral et à l'ouest par l'océan Indien. La séparation entre les deux océans se fait au cap Leeuwin.
La région couvre une superficie de 23 970 km² et une population d'environ 123 000 personnes.
Elle a un climat méditerranéen avec des étés secs et des hivers humides. Les précipitations atteignent 900 mm par an, les pluies tombant surtout entre mai et septembre. La moyenne des températures maximales est de 16 °C en juillet et de 29 °C en février.
L'économie de la région est très diversifiée. Elle est l'un des premiers producteurs au monde d'alumine et de métaux lourds (zirconium, titane, etc.), tandis que l'agriculture est fortement développée, de même que l'industrie du bois et du vin. Elle constitue aussi une région touristique importante pour les habitants de Perth.
La région comprend les zones d'administration locale (LGA) d'Augusta-Margaret River, Boyup Brook, Bridgetown-Greenbushes, Bunbury, Busselton, Capel, Collie, Dardanup, Donnybrook-Balingup, Harvey, Manjimup et Nannup. 